# АСФ Бобо-Диуласо
АСФ Бобо-Диуласо (фр. Association Sportive des Fonctionnaires de Bobo Dioulasso) — буркинийский футбольный клуб из города Бобо-Диуласо. Выступает в Чемпионате Буркина-Фасо, домашние матчи проводит на «Муниципальном стадионе» города Бобо-Диуласо, вмещающем 30 000 зрителей. Был основан 20 января 1948 года.

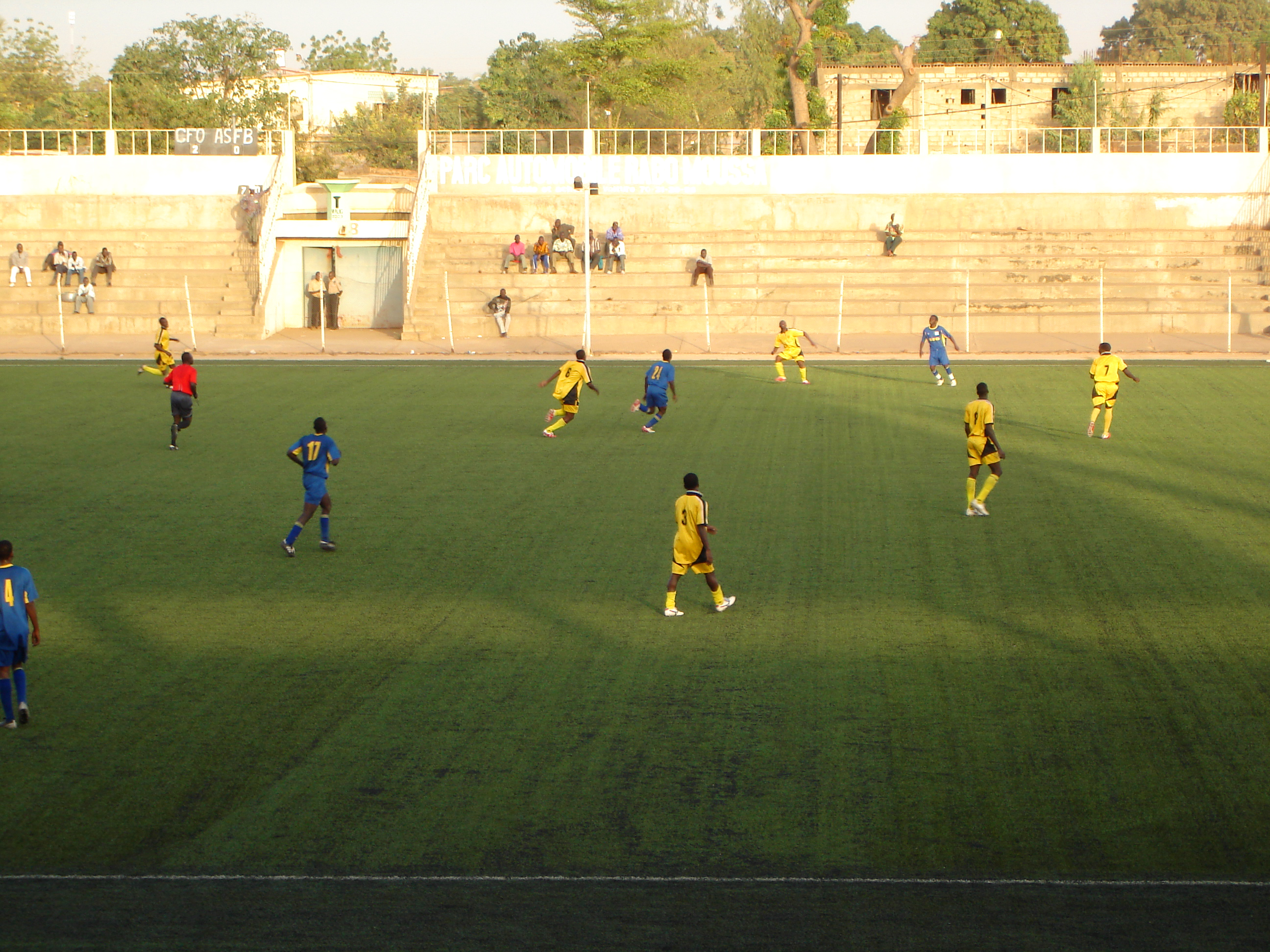
Матч с участием АСФ Бобо-Диуласо в сезоне 2007/08

## Достижения
- Чемпион Буркина-Фасо: 3

1961, 1966, 2018.
- Обладатель Кубка Буркина-Фасо:

1986, 1989, 1997, 1998, 2004
- Leaders Cup: 1

1992.
- Обладатель Суперкубка Буркина-Фасо: 4

1992/93, 1996/97, 2000/01, 2003/04.